# Dekalog, Eins
Dekalog, Eins ist ein polnischer Fernsehfilm aus dem Jahr 1989. Als der erste Teil der Dekalog-Reihe des Regisseurs Krzysztof Kieślowski behandelt der Film das erste Gebot Du sollst keine anderen Götter haben neben mir.

## Inhalt
Der elfjährige Paweł zeigt sich interessiert an elementaren Fragen des Lebens: Warum sterben Menschen? Gibt es eine Seele? Auf seine Überlegungen erhält er unterschiedliche Antworten. Bedingt durch die zum einen rationale Sichtweise seines Vaters Krzysztof und zum anderen aufgrund der religiösen Perspektive von dessen Schwester Irena.
Krzysztof beschäftigt sich als Wissenschaftler mit der Entwicklung von „künstlicher Intelligenz“. Er deutet daher das Leben im Kontext rationaler Erklärungsmodelle. Irena hingegen erschließt sich die Dinge des Daseins aufgrund ihrer Religiosität. Beide respektieren die Sicht des anderen und lassen den allseitig interessierten Paweł selbst entscheiden, so beispielsweise ob er am Religionsunterricht teilnehmen möchte.
Als Paweł vorzeitig sein Weihnachtsgeschenk erhält, möchte er dieses, die ersehnten Schlittschuhe, unbedingt auf dem nahegelegenen See ausprobieren. Sein Vater errechnet mehrmals die Tragfähigkeit des Eises. Er prüft vor Ort die Festigkeit und ist sich letztendlich sicher: Das Eis kann nicht brechen.
Dennoch kommt es zur Katastrophe. Paweł bricht in das Eis ein und stirbt.

## Deutung
Pawełs Vater scheint gegen das erste Gebot zu verstoßen („Du sollst keine anderen Götter neben mir haben“). Er hat sich sozusagen einen Gott geschaffen, seinen Computer. Doch so einfach ist es nicht. Pawełs Vater räumt zwar der Wissenschaft einen hohen Stellenwert ein und neigt dazu, dem Computer in jeder Hinsicht zu vertrauen, dennoch geht er nachts auf das Eis, um die Tragfähigkeit zu überprüfen. Insofern „überhebt er sich nicht“; er vertraut nicht nur seinem Computer. Man kann Pawełs Tod also nicht als Strafe für den Übermut seines Vaters betrachten.
Kieślowski stellt die Frage nach dem Sinn dessen, was geschieht (z. B. Beim Tod des Hundes, woraus sich das Gespräch zwischen Paweł und seinem Vater über den Tod entwickelt), ohne eine bestimmte Antwort nahezulegen und ohne von „Schuld“ zu sprechen. Weder der Vater noch der Junge sind „schuldig“. Ob man den Tod des Jungen als Zufall, Schicksal oder Handeln Gottes deutet, ändert an der Grausamkeit der Erfahrung für die Beteiligten nichts. Nicht deshalb erleidet jemand ein Unglück, weil er ein Sünder ist.
Die Gottesfrage ist das Zentrum des Films, gestellt von einer modernen, in vielerlei Hinsicht ratlosen Gesellschaft. Weder Pawełs Tante noch sein Vater, der seine Wut im Umstürzen des Altars über das Handeln Gottes demonstriert, haben eine Antwort. Für Pawełs Vater ist diese Gottesvorstellung zumindest ein Bezugspunkt. Kieślowski stellt allen Menschen, Gläubigen und Nichtgläubigen die Frage: „Was bedeutet eure ‚Weltanschauung‘ angesichts eines toten Kindes? Was sagt ihr dazu? Wie lebt ihr damit?“

## Kritik
„Der Film entfaltet sich zwischen den Polen Computer und Altar, Wissenschaft und Glaube. Dabei geht es um mehr als um die Entlarvung des Computers als falschen Götzen und um eine harte Lektion für einen Ungläubigen; Hauptmotiv ist die Frage nach der Erkennbarkeit von Zeichen. Fragen nach Gott und dem Sinn des Lebens werden von Kieślowski nicht beantwortet, aber eindringlich gestellt.“